# Camille Titeux
Camille Titeux, né le 5 mars 1910 à Gespunsart (Ardennes) et mort le 3 juillet 1978 à Revin (Ardennes), est un ouvrier, un syndicaliste, un résistant puis un homme politique français. Membre de la SFIO, maire de Revin, député des Ardennes, il s'implique dans les questions sociales puis défend une position, minoritaire dans son parti, d'opposition à la guerre d'Algérie.

## Parcours

### L'engagé volontaire
Il est né avant la Première Guerre mondiale, en 1910, à Gespunsart. Son père y était un modeste artisan cloutier. Sa mère, Julia Maria Grandjean, était originaire de Gespunsart. Ses parents ne se marient qu'en 1919, le légitimant à ce moment-là. À l’âge de 12 ans, son certificat d'études primaires en poche, il commence à travailler dans une forge avant de s’engager à 18 ans dans la Marine nationale, pour 5 ans. Pendant cet engagement, il rencontre Marie-Louise Le Nours en Bretagne. Il l'épouse en 1931, et un enfant nait de cette union. Mais cet enfant meurt à l'âge de huit mois, et sa mère décède également peu après.

### L'ouvrier syndicaliste
De retour à la vie civile, en 1933, il est embauché aux Établissements Arthur Martin, à Revin, comme ajusteur-outilleur. Il adhère alors à la SFIO ainsi qu'à la CGT. Il devient secrétaire du syndicat des métaux de Revin de 1935 à 1938, rassemblant les syndiqués CGT de la métallurgie et des industries connexes du bassin d'emploi. Il épouse en secondes noces Jeanne Lucie Pierret en 1933. Quatre enfants sont issus de cette alliance, Roland, Daniel, Jean et Jacqueline.
Le 3 septembre 1939, à la suite de la déclaration de guerre, il est mobilisé dans la Marine. À partir du 5 mai 1940, son unité est embarquée sur le contre-torpilleur Gerfaut, un contre-torpilleur de la classe Aigle, basé à Toulon. L'armistice est signé le 22 juin 1940. Démobilisé le 20 juillet 1940, il s'installe à Lourdes jusqu'à fin février 1941, puis rentre dans les Ardennes.

### Le résistant et l'élu local
Réfractaire au Service du travail obligatoire (STO), il est arrêté mais réussit à s'échapper. Il intègre le mouvement de Résistance Libération-Nord. Il appartient au comité local de Libération de Revin tout en étant à nouveau employé chez Arthur-Martin,.
Le 25 octobre 1944, le préfet nomme 21 personnes chargées d’administrer la commune. Parmi cette équipe, Camille Titeux est élu maire par 15 voix contre 5. La guerre n’est pas finie, les prisonniers et les travailleurs envoyés en Allemagne dans le cadre du STO ne sont pas de retour, et la population de la région a été profondément touchée par le massacre des Manises. S'y ajoute un hiver 1944-45 rigoureux et le 16 décembre 1944 une attaque surprise allemande, à quelques dizaines de kilomètres : c'est la bataille des Ardennes et le siège de Bastogne. Cette contre-offensive allemande échoue finalement, en janvier 1945. 
Les élections municipales d'avril et mai 1945, marquées par la première fois par la participation des femmes au scrutin, confirment l’ancrage socialiste de la ville. Camille Titeux est élu maire le 18 mai 1945. Il est reconduit sans interruption jusqu'en 1971. Dans les différentes listes qu'il compose pour ces élections locales, il refuse systématiquement toute alliance avec le Parti communiste français. Sous ses mandatures, Revin connait une
expansion significative avec l’urbanisation de quartiers périphériques tels que La Campagne – Orzy – Bois Bryas et Sartnizon. Il est également élu au conseil général des Ardennes, pour le canton de Fumay. En parallèle, il trouve un emploi de contractuel au bureau de Revin de l'Office du travail et de la main-d'œuvre, lui permettant de concilier ces activités d'élu et le maintien d'une activité professionnelle.

### Le député
En 1951, Camille Titeux devient député des Ardennes. Son passé d'ouvrier métallurgiste et son mandat local en font un candidat idéal pour la SFIO, face au parti communiste, le frère ennemi au sein de l'électorat de gauche. Il avait déjà été candidat pour la deuxième assemblée constituante, en juin 1946 puis en novembre de la même année, pour la première législature de la Quatrième République : placé sur la liste socialiste en troisième position, derrière Andrée Viénot et Guy Desson, il n'avait pu être élu. Pour les législatives de 1951, il bat campagne avec Guy Desson au sein d'une coalition, dénonçant à la fois le « communisme stalinien » et le risque de « dictature militaire » avec le général de Gaulle. Leur programme inclut également des revendications en faveur des chômeurs, une demande d'indexation automatique des salaires et de baisse de prix sur les produits de première nécessité. Ils sont élus grâce à une coalition, la Troisième force, en bénéficiant de l’apparentement, avec 28 550 voix sur 150 894 inscrits et 123 274 voix exprimées.
Camille Titeux se montre un élu actif à l'Assemblée, impliqué particulièrement dans les questions sociales. Il préside la commission du travail et son groupe parlementaire est à l'origine du SMIG.Il se montre à plusieurs reprises un opposant à la politique de Guy Mollet, jusqu'à enfreindre la règle de l’unité de vote de son groupe au Parlement. Le 30 août 1954, comme 53 députés de la SFIO parmi les 105 de cette formation, il vote la question préalable opposée par Édouard Herriot et le général Adolphe Aumeran sur le projet de Communauté européenne de défense. Cette question préalable provoque le rejet du projet. Puis il s'oppose aux résultats des négociations de Londres et de la conférence de Paris, tenue le 23 octobre 1954. Exclu de la SFIO par le comité directeur avec d'autres députés, il refuse de faire amende honorable. Il joint à sa réponse à Guy Mollet une lettre de démission à transmettre au président de l'Assemblée nationale. Défendu vigoureusement par sa fédération départementale, il est réintégré en juillet 1955. Camille Titeux est réélu député le 2 janvier 1956. Avec Guy Desson, il avait pris la tête pour ces législatives d'une liste unitaire, dans les Ardennes, constituée sous l’égide du Front républicain, et comprenant des socialistes et des radicaux-socialistes. Le premier point du programme de ce Front Républicain est «Assurer la paix en Afrique du Nord».

### La question de la guerre d'Algérie
En effet, à partir de 1956, la question qui déchire les partis de gauche est celle de la guerre d'Algérie. Une partie de la population du département des Ardennes est inquiète pour les jeunes effectuant leur service militaire et se retrouvant incorporés dans les forces militaires françaises présentes sur place. Guy Mollet, leader de la SFIO, et chef du gouvernement français du 1er février 1956 au 13 juin 1957, a en effet décidé de faire appel au contingent pour ce que l'on appelle la pacification en Algérie. La question algérienne déchirent les socialistes. Les principaux leaders départementaux, Andrée Viénot, Guy Desson, et Camille Titeux, s’opposent à la direction de la SFIO sur ce sujet. Camille Titeux fait partie du Comité Socialiste d’Étude et d'Action pour la Paix en Algérie créé en janvier 1957 et dissous par la direction de la SFIO en mai de la même année. Il est encore parmi les signataires d'une motion intitulée Qu'on le veuille ou non, tout dépend de l'Algérie publiée dans la presse du parti en vue de la préparation du congrès de Toulouse de juin 1957. Sa position reste nationalement minoritaire au sein de la SFIO et il se trouve pris en étau entre ses convictions et la discipline nécessaire au sein du parti. En février 1958, des militants de gauche ardennais, regroupés au sein de l'Union de la gauche socialiste, mouvement nouvellement créé, expriment auprès de Camille Titeux et Guy Desson leur « regret d'avoir à constater que dans l'oubli des promesses électorales du Front Républicain, leurs écrits - minoritaires- (déplorant par exemple le bombardement de Sakhiet) se trouvent constamment contredits par leurs votes faisant confiance au gouvernement ».
Le 1er juin 1958, à l'Assemblée Nationale, Camille Titeux vote contre le retour au pouvoir du général de Gaulle, ce qui n'empêche pas celui-ci d'être investi, pour l'instant comme chef de gouvernement. En septembre 1958, Camille Titeux n'est pas partisan du oui au référendum pour la Cinquième République, mais son parti, la SFIO, prend position pour le oui. Il écrit :« Mon parti ayant pris position dans des assises régulières sans que pour autant je sois convaincu, mes amis comprendront qu'il ne m'est pas possible de prendre part à la campagne en faveur du oui comme je m'abstiendrai de la faire pour le non ». Camille Titeux ne suit pas non plus ses amis Andrée Viénot et Guy Desson qui quitte la SFIO pour former le Parti socialiste autonome. Camille Titeux demeure à la SFIO, même s'il se classe dans les minoritaires opposés à la direction du parti. Aux élections législatives de novembre 1958, il est battu, ne recueillant que 6 950 suffrages sur 59 393 inscrits et 45 415 votants. Il n'est plus député et devient provisoirement permanent de la SFIO, puis retourne chez Arthur-Martin, comme attaché commercial à Loos-lès-Lille.
La même année 1958, il épouse en troisièmes noces Jeannine Thiry (l'écrivain Jeanine Titeux-Thiry). Ils auront 3 enfants Philippe, Agnès et Véronique.

### Fin des mandats locaux
En mars 1971, au premier tour de scrutin des élections municipales de Revin, une liste d’opposition, conduite par un industriel révinois, talonne la liste de Camille Titeux. Entre les deux tours, les listes socialistes et communistes fusionnent, la gauche conserve cette municipalité mais c'est un autre socialiste qui est élu maire. Il échoue la même année aux sénatoriales.
Il conserve pour autant son mandat de conseiller général. De 1967 à 1973, il est président du conseil général des Ardennes pendant 15 ans, assume la fonction de conseiller général, de Fumay, puis à la suite d'un redécoupage de Revin et à partir de 1974 de Rumigny, et ceci jusque sa mort en 1978.

### Source sur le web
- « Camille Titeux », sur le site de l'Assemblée Nationale